# Người Việt tại Slovakia
Người Việt tại Slovakia là một cộng đồng người Châu Á tại Châu Âu. Theo thống kê của năm 2016 có 5000 người Việt sinh sống và khoảng một nửa số này có quốc tịch Slovakia hoặc song song 2 quốc tịch Việt Nam-Slovakia. Là cộng đồng người nước ngoài đông nhất tại Slovakia vào thời điểm đó.

## Đại sứ quán Việt tại Slovakia và dịp đón tết
Năm 2016. Đại sứ quán Việt Nam tại CH Slovakia đã tổ chức Dạ hội mừng Xuân Bính Thân 2016 tối 31/1 tại Bratislava với sự tham dự của b   gần 400 bà con người Việt đang sinh sống, học tập và làm ăn tại Slovakia.
Đây là lần đầu tiên Đại sứ quán phối hợp với các đoàn thể của người Việt ở Slovakia tổ chức Tết cộng đồng ở quy mô lớn và thành phần tham dự mở rộng. Phát biểu khai mạc Dạ hội mừng Xuân, Đại sứ Việt Nam tại Slovakia Hồ Đắc Minh Nguyệt thông báo với bà con về kết quả Đại hội Đại biểu toàn quốc của Đảng Cộng sản Việt Nam, về tình hình phát triển kinh tế - xã hội của đất nước ta trong năm 2015.
Đại sứ  Minh Nguyệt đặc biệt nhấn mạnh tới những thành tích ngoại giao của Việt Nam trong năm qua với các đối tác ở châu Âu và Đông Nam Á. Trong năm 2015 quan hệ hữu nghị truyền thống giữa Việt Nam CH Slovakia tiếp tục được củng cố với chuyến thăm chính thức Slovakia của Phó Thủ tướng Hoàng Trung Hải. Đại sứ cảm ơn sự hỗ trợ hoạt động đối ngoại của Đại sứ quán từ phía bà con và các đoàn thể của cộng đồng trong thời gian qua.